# Nordens äldsta personer
Den verifierat äldsta nordiska personen någonsin är dansken Christian Mortensen som 1903 emigrerade till Kalifornien i USA där han bodde till sin död vid 115 år och 252 dagars ålder den 25 april 1998 (den äldsta nordiska invånaren någonsin är dock svenskan Astrid Zachrisson som avled en halvtimme in på sin 113:e födelsedag den 15 maj 2008). Finländskan Maria Andersson (24 december 1828? – 24 augusti 1946, 117 år och 243 dagar?) kan dock ha blivit äldre men hennes ålder kan inte verifieras eftersom många födelsebevis förstördes under andra världskriget i hennes hemstad Viborg. Skomakaren Jon Andersson (18 februari 1582? – 15 april 1729, 147 år och 56 dagar?) från Å i Östergötland, är den äldsta svensken i den gamla folkbokföringen (före 1750-talet).
Den nu (8 juli 2025) äldsta levande nordiska personen är danskan Kirsten Schwalbe, sedan svenskan Agnes Boströms  bortgång i november 2024 i en ålder av 112 år och 201 dagar. 

## Nordiska personer som blivit 110 år
Avliden       Lever
| Rank | Namn                      | Kön | Född              | Död               | Ålder                                     | Land                         |
| ---- | ------------------------- | --- | ----------------- | ----------------- | ----------------------------------------- | ---------------------------- |
| 1    | Christian Mortensen       | M   | 16 augusti 1882   | 25 april 1998     | 115 år och 252 dagar                      | Danmark (född) USA (död)     |
| 2    | Astrid Zachrison          | K   | 15 maj 1895       | 15 maj 2008       | 113 år och 0 dagar                        | Sverige                      |
| 3    | Lempi Maria Rothovius     | K   | 2 oktober 1887    | 17 juni 2000      | 112 år och 259 dagar                      | Finland                      |
| 4    | Karla Lindholm Jensen     | K   | 7 maj 1908        | 10 december 2020  | 112 år och 217 dagar                      | Danmark                      |
| 5    | Agnes Boström             | K   | 29 april 1912     | 16 november 2024  | 112 år och 205 dagar                      | Sverige                      |
| 6    | Gunborg Hancock           | K   | 20 april 1912     | 16 oktober 2024   | 112 år och 179 dager                      | Finland (född) Sverige (död) |
| 7    | Elsa Moberg               | K   | 30 juni 1889      | 20 november 2001  | 112 år och 143 dagar                      | Sverige                      |
| 8    | Esther Ecklund            | K   | 28 oktober 1901   | 12 mars 2014      | 112 år och 135 dagar                      | Sverige (född) USA (död)     |
| 9    | Hulda Johansson           | K   | 24 februari 1882  | 9 juni 1994       | 112 år och 105 dagar                      | Sverige                      |
| 10   | Maren Bolette Torp        | K   | 21 december 1876  | 20 februari 1989  | 112 år och 61 dagar                       | Norge                        |
| 11   | Flarid Lagerlund          | K   | 8 februari 1910   | 9 april 2022      | 112 år och 60 dagar                       | Sverige                      |
| 12   | Elisabet Ekenæs           | K   | 26 december 1904  | 4 januari 2017    | 112 år och 9 dagar                        | Norge                        |
| 13   | Hilda Häkkinen            | K   | 18 februari 1894  | 31 december 2005  | 111 år och 316 dagar                      | Finland                      |
| 14   | Selma Tuominen            | K   | 19 juli 1903      | 12 april 2015     | 111 år och 267 dagar                      | Finland                      |
| 15   | Herman Smith-Johannsen    | M   | 15 juni 1875      | 5 januari 1987    | 111 år och 204 dagar                      | Norge                        |
| 16   | Ellen Brandenborg         | K   | 7 januari 1906    | 22 juli 2017      | 111 år och 196 dagar                      | Danmark                      |
| 17   | Aarne Arvonen             | M   | 4 augusti 1897    | 1 januari 2009    | 111 år och 150 dagar                      | Finland                      |
| 18   | Carl Mattsson             | M   | 7 mars 1908       | 24 juli 2019      | 111 år och 139 dagar                      | Sverige                      |
| 19   | Anders Engberg            | M   | 1 juli 1892       | 6 november 2003   | 111 år och 128 dagar                      | Sverige                      |
| 20   | Johanne Svensson          | K   | 24 januari 1892   | 29 maj 2003       | 111 år och 125 dagar                      | Danmark (född) Sverige (död) |
| 21   | Anne Matthiesen           | K   | 26 november 1884  | 19 mars 1996      | 111 år och 114 dagar                      | Danmark                      |
| 22   | Alice Östlund             | K   | 8 december 1906   | 28 mars 2018      | 111 år och 110 dagar                      | Sverige                      |
| 23   | Laura Svehaug             | K   | 19 november 1886  | 6 mars 1998       | 111 år och 107 dagar                      | Norge                        |
| 24   | Karen Jespersen           | K   | 5 maj 1889        | 4 augusti 2000    | 111 år och 91 dagar                       | Danmark                      |
| 25   | Wilhelmine Sande          | K   | 24 oktober 1874   | 21 januari 1986   | 111 år och 89 dagar                       | Norge (född) Sverige (död)   |
| 26   | Anna Nielsen              | K   | 2 april 1904      | 19 juni 2015      | 111 år och 78 dagar                       | Danmark (född) Kanada (död)  |
| 27   | Ruth Engström             | K   | 23 september 1902 | 2 december 2013   | 111 år och 70 dagar                       | Sverige                      |
| 28   | Julia Lyng                | K   | 22 december 1878  | 26 februari 1990  | 111 år och 66 dagar                       | Norge (född) USA (död)       |
| 29   | Gunhild Foerster          | K   | 28 december 1893  | 4 februari 2005   | 111 år och 38 dagar                       | Norge (född) USA (död)       |
| 30   | Conrad Johnson            | M   | 19 januari 1904   | 23 december 2014  | 110 år och 338 dagar (totalt 40516 dagar) | Sverige (född) USA (död)     |
| 31   | Nels Hanson Berger        | M   | 20 oktober 1885   | 22 september 1996 | 110 år och 338 dagar (totalt 40514 dagar) | Norge (född) USA (död)       |
| 32   | Fanny Nyström             | K   | 30 september 1878 | 31 augusti 1989   | 110 år och 335 dagar                      | Finland                      |
| 33   | Nanny Halvardsson         | K   | 2 juli 1906       | 26 maj 2017       | 110 år och 328 dagar                      | Sverige                      |
| 34   | Gudrun Onshuus            | K   | 17 juli 1899      | 9 juni 2010       | 110 år och 327 dagar                      | Norge                        |
| 35   | Maria Eriksson            | K   | 28 mars 1900      | 10 januari 2011   | 110 år och 288 dagar                      | Sverige                      |
| 36   | Jenny Karlsson            | K   | 17 oktober 1891   | 13 juli 2002      | 110 år och 269 dagar                      | Sverige                      |
| 37   | Teresia Lindahl           | K   | 10 juni 1888      | 2 mars 1999       | 110 år och 265 dagar                      | Sverige                      |
| 39   | Marie Jensen              | K   | 5 juni 1904       | 30 januari 2015   | 110 år och 239 dagar                      | Danmark                      |
| 40   | Helene Andrea Nilsen      | K   | 7 april 1901      | 31 oktober 2011   | 110 år och 207 dagar                      | Norge                        |
| 41   | Bertha Wallin             | K   | 13 januari 1874   | 5 augusti 1984    | 110 år och 205 dagar                      | Danmark (född) USA (död)     |
| 42   | Ingeborg Johanna Mestad   | K   | 15 november 1899  | 5 juni 2010       | 110 år och 202 dagar                      | Norge                        |
| 43   | Olav Hovatn               | M   | 23 oktober 1892   | 26 april 2003     | 110 år och 185 dagar                      | Norge                        |
| 44   | Elvira "Viran" Larsson    | K   | 27 juli 1908      | 16 januari 2019   | 110 år och 173 dagar                      | Sverige                      |
| 45   | Ellen Johansson           | K   | 23 januari 1887   | 6 juli 1997       | 110 år och 164 dagar                      | Sverige                      |
| 46   | Elin Karlsson             | K   | 21 april 1900     | 27 september 2010 | 110 år och 159 dagar                      | Sverige                      |
| 47   | Märta Mattsson            | K   | 20 september 1906 | 18 februari 2017  | 110 år och 151 dagar                      | Sverige                      |
| 48   | Signe Højer               | K   | 1 november 1905   | 18 mars 2016      | 110 år och 138 dagar                      | Danmark                      |
| 49   | Annie Sjöström            | K   | 19 december 1914  | 23 april 2025     | 110 år och 125 dagar                      | Sverige                      |
| 50   | Helfrid Eriksson          | K   | 23 juni 1908      | 23 oktober 2018   | 110 år och 122 dagar                      | Finland                      |
| 51   | Hanna Eriksson            | K   | 26 februari 1891  | 26 juni 2001      | 110 år och 120 dagar                      | Sverige                      |
| 52   | Anna Hagman               | K   | 27 december 1895  | 18 april 2006     | 110 år och 112 dagar                      | Finland                      |
| 53   | Sanny Mattsson            | K   | 17 februari 1914  | 6 juni 2024       | 110 år och 110 dagar                      | Sverige                      |
| 54   | Andrei Kuznetsoff         | M   | 17 oktober 1873   | 31 januari 1984   | 110 år och 106 dagar (totalt 40282 dagar) | Finland                      |
| 55   | Velgjer Svien             | K   | 10 oktober 1842   | 23 januari 1953   | 110 år och 105 dagar (totalt 40282 dagar) | Norge (född) USA (död)       |
| 56   | Agnes Steenstrup          | K   | 24 november 1903  | 1 mars 2014       | 110 år och 97 dagar                       | Danmark                      |
| 57   | Borghild Nilsen           | K   | 2 december 1893   | 3 mars 2004       | 110 år och 92 dagar                       | Norge                        |
| 58   | Hulda Carlsson            | K   | 2 februari 1898   | 22 april 2008     | 110 år och 80 dagar                       | Sverige                      |
| 59   | Ingemund Peterson         | M   | 6 juni 1894       | 21 augusti 2004   | 110 år och 76 dagar                       | Norge (född) USA (död)       |
| 60   | Hertha Åkerlind           | K   | 28 april 1908     | 10 juli 2018      | 110 år och 73 dagar                       | Sverige                      |
| 61   | Jenny Severine Lindefjell | K   | 17 april 1905     | 28 juni 2015      | 110 år och 72 dagar                       | Norge                        |
| 62   | Elsa Tilkanen             | K   | 26 september 1896 | 5 december 2006   | 110 år och 70 dagar                       | Finland                      |
| 63   | Karen Svisdal             | K   | 16 december 1889  | 23 februari 2000  | 110 år och 69 dagar                       | Norge                        |
| 64   | Gulli Bergendahl          | K   | 10 december 1904  | 3 februari 2015   | 110 år och 55 dagar (totalt 40232 dagar)  | Sverige                      |
| 65   | Kristianna Ullaland       | K   | 2 december 1878   | 26 januari 1989   | 110 år och 55 dagar (totalt 40232 dagar)  | Norge                        |
| 66   | Helvi Kärki               | K   | 7 december 1906   | 23 januari 2017   | 110 år och 47 dagar                       | Finland                      |
| 67   | Gerda Muff                | K   | 16 mars 1906      | 29 april 2016     | 110 år och 44 dagar                       | Danmark                      |
| 68   | Harriet Holm              | K   | 13 november 1893  | 22 december 2003  | 110 år och 39 dagar                       | Norge                        |
| 69   | Gunnel Stenbäck           | K   | 21 september 1914 | 30 november 2024  | 110 år och 290 dagar                      | Finland                      |
| 70   | Ulla Lund                 | K   | 25 juli 1907      | 23 augusti 2017   | 110 år och 29 dagar                       | Danmark (född) USA (död)     |
| 71   | Anna Silverdahl           | K   | 30 april 1891     | 24 maj 2001       | 110 år och 24 dagar                       | Sverige (född) USA (död)     |
| 72   | Gerda Morton              | K   | 11 januari 1890   | 29 januari 2000   | 110 år och 18 dagar                       | Sverige (född) USA (död)     |
| 73   | Aasne Hustveit            | K   | 2 december 1879   | 17 december 1989  | 110 år och 15 dagar                       | Norge                        |
| 74   | Hilda Grahn               | K   | 10 juni 1888      | 24 juni 1998      | 110 år och 14 dagar                       | Sverige                      |
| 75   | Ingrid Svensson           | K   | 23 februari 1912  | 2 mars 2022       | 110 år och 7 dagar (totalt 40185 dagar)   | Sverige                      |
| 76   | Karin Larsson             | K   | 17 maj 1904       | 24 maj 2014       | 110 år och 7 dagar (totalt 40184 dagar)   | Sverige                      |

1. ↑  Enligt vad hon själv hävdade var hon född 18 mars 1894, men enligt folkbokföringen är hon registrerad som född 18 februari.
2. ↑  Enligt födelseboken för Stenkyrka C:9, sid 203, föddes han 9 mars 1908 medan församlingsboken för motsvarande tid, Stenkyrka AIIa:3, sid 610, anger 7 mars vilket är det datum som kommit att användas i hans personnummer.

## Äldsta nu levande personer i Norden per land
Den äldsta levande personen från varje nordiskt land.
| Rank | Namn                    | Kön | Född             | Ålder                | Land    |
| ---- | ----------------------- | --- | ---------------- | -------------------- | ------- |
| 1    | Kirsten Schwalbe        | K   | 10 mars 1914     | 111 år och 120 dagar | Danmark |
| 2    | Lina Anundsen           | K   | 12 november 1914 | 110 år och 238 dagar | Norge   |
| 2    | Margit Larsen           | K   | 12 november 1914 | 110 år och 238 dagar | Norge   |
| 4    | Birgit Johansson        | K   | 9 december 1915  | 109 år och 211 dagar | Sverige |
| 5    | Helena Honkanen         | K   | 20 februari 1917 | 108 år och 138 dagar | Finland |
| 6    | Thorhildur Magnusdottir | K   | 22 december 1917 | 107 år och 198 dagar | Island  |